# Schirrhein
Schirrhein é uma comuna francesa na região administrativa de Grande Leste, no departamento Baixo Reno. Estende-se por uma área de 6,49 km². Em 2010 a comuna tinha 2 263 habitantes (densidade: 348,7 hab./km²).